# Cabrières-d’Aigues
Cabrières-d’Aigues település Franciaországban, Vaucluse megyében. Lakosainak száma 947 fő (2022. január 1.). Cabrières-d’Aigues Castellet, Sannes, Auribeau, Cucuron, La Motte-d’Aigues és Saint-Martin-de-Castillon községekkel határos.

## Népesség
A település népességének változása:
| Lakosok száma | 895  | 948  | 981  | 955  | 956  | 957  | 959  | 949  | 947  |
|               | 2013 | 2015 | 2016 | 2017 | 2018 | 2019 | 2020 | 2021 | 2022 |